# Vanessa Blue
Vanessa Blue (Long Beach, 27 de maio de 1974) é uma atriz e diretora de filmes pornográficos dos Estados Unidos.

## Biografia
Começou sua carreira de atriz pornô em 1996, e como diretora começou em 2003. Fez até o começo de 2006 por volta de 130 filmes como atriz e 10 como diretora. Atua especialmente em cenas com a modalidade interracial, apreciada por fãs do gênero. São conhecidas suas cenas com o ator caucasiano Mark Ashley, famoso por atuar de maneira particularmente forte e empolgante em cenas com atrizes latinas, orientais e afrodescendentes, aproveitando ao máximo as cenas com as belas e jovens atrizes, consideradas exóticas na América do Norte. Na série Double Play (Triplex Anal em Português) dirigida por Ashley, participa do segundo volume, onde, ao lado da também afrodescendente Jada Fire, faz uma das melhores cenas da série, enfrentando o próprio Mark Ashley e sua grande ferramenta em uma cena gonzo com todas as modalidades de sexo. Há ainda cenas solos de Vanessa com Mark, com a mesma intensidade.

## Filmografia parcial
- Ass Worship # 6
- Booty Talk # 17, # 18
- Hardcore Interracial # 3
- My Baby Got Back # 11, # 21, # 22, # 23
- Phat Ass Tits
- Shut Up And Blow Me # 25, # 26, # 27
- Submissive Little Sluts # 7

## Prêmios e indicações
Prêmios
- 2005: AVN Award – Best Ethnic Themed Series[1]
- 2008: Urban Spice Award – Best Videographer[2]
- 2009: Urban X Awards – Hall of Fame Female[3]

Indicações
- 2010: XFanz Awards – Ebony Performer of the Year[4]